# Diputación Provincial de León
La Diputación de León es el órgano institucional propio de la provincia de León al que corresponde «el gobierno y la administración autónoma de la Provincia», para lo que desarrolla diversas tareas administrativas y ejecutivas.
Engloba a todos los municipios de la provincia y entre sus funciones más importantes se encuentra la de dotar de infraestructuras a las localidades de la provincia así como contribuir al desarrollo de los mismos.
La Diputación Provincial tiene su sede en el Palacio de los Guzmanes, situado en la plaza de San Marcelo, en la Ciudad de León.

## Antecedentes
Los antecedentes históricos de la Diputación de León, al igual que el resto de las diputaciones provinciales españolas, tiene su origen en la Constitución de 1812 que, en el Título VI de la misma, denominado «Del gobierno interior de las provincias y los pueblos», en su artículo 325 establecía que «en cada provincia habrá una diputación llamada provincial para promover su prosperidad, presidida por el jefe superior».
Tras varios meses en que tuvo lugar la elección de los diputados, en el ambiente de la guerra de la Independencia Española que se vivía en esos momentos, la Diputación de León se constituyó por primera vez el 30 de junio de 1813 en «las casas episcopales» (Obispado de León), disolviéndose un año después por la vuelta al antiguo Régimen de Fernando VII, aunque desarrolló un intensísimo trabajo, lo que sirvió para iniciar profundos cambios en la administración y las competencias de la Provincia de León.
En esta primera sesión, de 30 de junio, juran sus cargos sus nueve integrantes:
- José María Cienfuegos, en calidad de Jefe político

- Felipe Sierra Pambley, como Intendente

y los siete diputados electos:
- Andrés Arias por Sahagún

- Julián Becares por Alija de los Melones

- Narciso Gómez del Castillo por Villanueva del Campo

- Román Rodríguez por Vegas del Condado

- Patricio Álvarez Campillo por Piedrafita

- Felipe Cuanda por Villafranca del Bierzo

- Francisco Iglesias Crespo por La Cabrera

Igualmente fueron designados tres diputados suplentes: José Antonio Martínez por León, José Asturias por Villafranca del Bierzo y Juan Antonio Raposo por Quintanilla de Cabrera.
Es de resaltar que tres de los diputados titulares, los citados en último lugar, Álvarez, Cuanda e Iglesias, y dos de los suplentes, Martínez y Asturias, eran eclesiásticos, a los que se uniría dos días después, en calidad de secretario, Rafael Díaz Canseco, quien a la sazón era el párroco de Roales, generando su elección no pocas controversias.
Durante unos pocos años del siglo XIX, en 1822 y 1823, durante el Trienio Liberal, la actual provincia estuvo temporalmente dividida en dos partes, la provincia de León y la provincia de El Bierzo, coexistiendo ambas, gestionada cada una de ellas por su respectiva diputacion, con sede esta última en Villafranca del Bierzo. A partir de 1835, con el cambio de gobierno nacional, prevalecería únicamente la de León.

## Gobierno
En 2014 fue asesinada la presidenta de la Diputación Provincial, Isabel Carrasco, siendo elegido nuevo presidente de la Diputación Provincial de León Marcos Martínez Barazón, cargo que ostentó apenas cinco meses pues, en octubre de 2014, fue detenido por su presunta vinculación a la trama de corrupción Púnica.[cita requerida]
Emilio Orejas, el que era hasta entonces diputado de Deportes, sucedió a Martínez Barazón hasta el final del mandato.[cita requerida]
Tras las elecciones de 2015, Juan Martínez Majo fue respaldado como presidente de la institución.[cita requerida]
En 2019, el PP perdía la mayoría en el Palacio de los Guzmanes, después de 24 años de gobierno, y el PSOE sumaba el mayor número de diputados (12 PSOE, 11 PP, 1 Cs y 1 UPL).[cita requerida]
Tras un pacto de gobierno entre PSOE y UPL, Eduardo Morán Pacios era investido presidente de la Diputación de León tras recibir 13 de los 25 votos del pleno de la corporación provincial.[cita requerida] Tres años después con varias advertencias no escuchadas por el PSOE y a un año de las nuevas elecciones el 16 de mayo de 2022 el consejo general de UPL, votó por unanimidad la ruptura del pacto con los socialistas, por más de la mitad de incumplimientos del mismo, pasada ya la mitad de la legislatura 2019-2023, que dejaría al PSOE en mayoría simple y a UPL en la oposición ,al día siguiente el simpatizante y representante de UPL (Matías Llorente) desobedece esa decisión , y una semana después no entrega su acta por UPL (como el partido le pidió si no acataba su dictamen) y pasa a ser no adscrito. La UPL queda sin representación en diputación, el 23 de mayo de 2022, siete días después de la ruptura del pacto, en el que el PSOE y Matías Llorente (ya no adscrito) siguen gobernado la diputación.
En las elecciones del 28 de mayo de 2023 el PP ganó en diputados provinciales, con 11 de los 25, pero el PSOE conservó la presidencia de la Diputación Provincial, con Gerardo Álvarez Courel como candidato, al lograr un acuerdo con la Unión del Pueblo Leonés, que triplicó resultado con 3 representantes y que, sumados a los 10 socialistas, superaron a los votos de PP y el único diputado provincial de Vox. La UPL se quedó a poco menos de cien votos de haber conseguido un cuarto escaño en el partido judicial de Cistierna.

## Composición
| Actual distribución de la Diputación tras las elecciones municipales de 2023 | Actual distribución de la Diputación tras las elecciones municipales de 2023 | Actual distribución de la Diputación tras las elecciones municipales de 2023 | Actual distribución de la Diputación tras las elecciones municipales de 2023 | Actual distribución de la Diputación tras las elecciones municipales de 2023 |
| Partido político                                                             | Votos                                                                        | %                                                                            | Diputados                                                                    |                                                                              |
| ---------------------------------------------------------------------------- | ---------------------------------------------------------------------------- | ---------------------------------------------------------------------------- | ---------------------------------------------------------------------------- | ---------------------------------------------------------------------------- |
| Partido Socialista de Castilla y León (PSOECyL)                              | 81.657                                                                       | 33,48%                                                                       | 10                                                                           |                                                                              |
| Partido Popular de Castilla y León (PPCyL)                                   | 82.123                                                                       | 33,67%                                                                       | 11                                                                           |                                                                              |
| Unión del Pueblo Leonés (UPL)                                                | 34.643                                                                       | 14,3%                                                                        | 3                                                                            |                                                                              |
| Vox                                                                          | 14.299                                                                       | 5,86%                                                                        | 1                                                                            |                                                                              |

### Distribución de escaños por partidos judiciales
| Partido judicial |    |    |   |   | Diputados |
| ---------------- | -- | -- | - | - | --------- |
| Astorga          | 1  | 1  |   |   | 2         |
| Cistierna        |    | 1  |   |   | 1         |
| La Bañeza        |    | 1  |   |   | 1         |
| León             | 5  | 4  | 3 | 1 | 13        |
| Ponferrada       | 4  | 3  |   |   | 7         |
| Sahagún          |    | 1  |   |   | 1         |
| Total            | 10 | 11 | 3 | 1 | 25        |

## Presidentes
| Mandato   | Nombre                               | Partido                             |
| --------- | ------------------------------------ | ----------------------------------- |
| 1812-1813 | José María Cienfuegos y Quiñones     | Absolutista                         |
| 1813-1814 | Andrés Crespo Cantolla               | Liberal                             |
| 1820-1820 | Andrés Crespo Cantolla               | Liberal                             |
| 1871-1874 | Pío Castañeda                        | -                                   |
| 1874      | Alejandro Balbuena                   | -                                   |
| 1874      | Felipe Fernández Llamazares          | Partido Demócrata-Radical           |
| 1874      | Lesmes Franco del Corral             | Partido Constitucional              |
| 1875-1876 | Juan Quiñones de León                | Conservador                         |
| 1876-1877 | Manuel Criado Ferrer                 | Conservador                         |
| 1877      | Balbino Canseco Getino               | Conservador                         |
| 1882      | Vicente Gullón Iglesias              | Liberal                             |
| 1884      | Gumersindo Pérez                     | Conservador                         |
| 1886      | Natalio José Redondo Valverde        | Liberal                             |
| 1888      | Balbino Canseco Getino               | Conservador                         |
| 1890      | José Rodríguez Vázquez               | Conservador                         |
| 1892      | Antonio Villarino Gayoso             | Conservador                         |
| 1894      | José Rodríguez Vázquez               | Conservador                         |
| 1896      | Francisco Cañón Gutiérrez            | Liberal                             |
| 1901-1903 | Félix Argüello Vigil                 | Liberal                             |
| 1903-1905 | Luis Luengo Prieto                   | Conservador                         |
| 1905-1909 | Epigmenio Bustamante                 | Conservador                         |
| 1909-1911 | Luis Miguel Santos Aláiz             | Conservador                         |
| 1911-1915 | Mariano Alonso Vázquez               | Liberal                             |
| 1915-1917 | Juan Flórez Cossío                   | Liberal                             |
| 1917-1919 | Mariano Alonso Vázquez               | Liberal                             |
| 1919-1921 | Julio Fernández Fernández            | Conservador                         |
| 1921-1923 | Isaac Alonso González                | Conservador                         |
| 1923-1924 | Germán Gullón Núñez                  | Liberal                             |
| 1924-1925 | Miguel Díez Gutiérrez Canseco        | Upetista                            |
| 1925-1926 | Félix Argüello Vigil                 | Upetista                            |
| 1926-1930 | José María Vicente López             | Upetista                            |
| 1930      | Julio del Campo Portas               | -                                   |
| 1930-1931 | Germán Gullón Núñez                  | Liberal                             |
| 1931      | Ricardo Pallarés Berjón              | Partido Republicano Leonés Autónomo |
| 1931-1934 | Crisanto Sáez de la Calzada          | Radical-socialista                  |
| 1931-1934 | Mariano Miaja Carnicero              | Radical-socialista                  |
| 1934-1936 | Pedro Fernández Llamazares           | -                                   |
| 1936      | Isidro Blanco García                 | -                                   |
| 1936      | Ramiro Armesto Armesto               | Unión Republicana                   |
| 1936      | Joaquín López Robles                 | -                                   |
| 1936-1937 | Enrique González Luaces              | -                                   |
| 1937      | Ramón del Riego y Jove               | -                                   |
| 1937-1940 | Raimundo Rodríguez del Valle         | -                                   |
| 1940-1941 | Enrique Iglesias Gómez               | -                                   |
| 1941-1942 | Manuel Marqués Pérez                 | -                                   |
| 1942-1946 | Juan José Fernández Urquiza          | -                                   |
| 1946-1958 | Ramón Cañas del Río                  | -                                   |
| 1958-1964 | José Eguiagaray Pallarés             | -                                   |
| 1964-1971 | Antonio del Valle Menéndez           | -                                   |
| 1971-1979 | Emiliano Alonso Sánchez-Lombas       | -                                   |
| 1979-1983 | Julio César Rodrigo de Santiago      | UCD                                 |
| 1983-1984 | Manuel Cabezas Esteban               | PSOE                                |
| 1984-1991 | Alberto Pérez Ruiz                   | PSOE                                |
| 1991-1995 | Agustín Turiel Sandín                | PSOE                                |
| 1995-2003 | José Antonio Díez Díez               | PP                                  |
| 2003-2007 | Francisco Javier García-Prieto Gómez | PP                                  |
| 2007-2014 | Isabel Carrasco Lorenzo              | PP                                  |
| 2014      | Marcos Martínez Barazón              | PP                                  |
| 2014-2015 | Emilio Orejas Orejas                 | PP                                  |
| 2015-2019 | Juan Martínez Majo                   | PP                                  |
| 2019-2023 | Eduardo Morán Pacios                 | PSOE                                |
| 2023-     | Gerardo Álvarez Courel               | PSOE                                |